# نادر افشارعلوی‌نژاد
 نادر افشارعلوی‌نژاد بازیکن سابق فوتبال اهل ایران است. وی سابقه بازی در باشگاه فوتبال تاج تهران را دارد.
وی سابقه ۸ بازی و ۱ گل ملی نیز در کارنامه دارد.